# يولاند ليفيك
يولاند ليفيك (بالفرنسية: Yoland Levèque)‏ (17 أبريل 1937 – 29 أكتوبر 2011) هو ملاكم فرنسي راحل، مثّل بلاده في الألعاب الأولمبية الصيفية 1960.

## روابط خارجية
يولاند ليفيك على موقع بوكس ريك (الإنجليزية) (registration required)
- يولاند ليفيك على موقع أوليمبيديا (الإنجليزية)